# Maatschappij Discordia
Maatschappij Discordia is een professioneel Nederlands toneelgezelschap, gevestigd te Amsterdam en opgericht in het toneelseizoen 1981/1982. 

## Geschiedenis
Maatschappij Discordia werkt op collectieve wijze, naar analogie van de theatercollectieven die sinds de jaren zestig en zeventig in het Nederlandstalige theaterlandschap opkwamen, zoals: Het Werkteater, toneelgroep Baal, Onafhankelijk Toneel, tg.De Tijd, tg.Hollandia, Kas & de Wolf, tg.Stan, 't Barre Land, Dood Paard, Compagnie De Koe, de Roovers en De Veenfabriek.
Het gezelschap heeft om en nabij de 170 stukken gespeeld en was daarmee een van de productiefste toneelgezelschappen in Nederland. Het repertoire beslaat een belangrijk deel van het klassieke repertoire waaronder het werk van moderne Europese toneelschrijvers als Samuel Beckett, Bertolt Brecht, Albert Camus, Friedrich Dürrenmatt, Judith Herzberg, Thomas Bernhard, Heinar Kipphardt, Heiner Müller, Georges Perec, Peter Handke, Botho Strauss, Wanda Reisel, Gerardjan Rijnders, Jon Fosse en Sarah Kane.
Van 1983 tot 2001 ontving Maatschappij Discordia van rijkswege een exploitatiesubsidie; sinds dat jaar is het gezelschap niet meer opgenomen geweest in het zogenaamde kunstenplan van het Ministerie van OCW. Dat liep uit op protest in de media, onder meer van de kant van de verschillende theatergezelschappen waarmee zij in nauwe samenwerking produceerde. Sinds die subsidiestop maakt de Maatschappij minder voorstellingen waaraan zij alleen haar eigen naam verbindt, en doet nog steeds van zich spreken onder andere door de met haar geïnitieerde maandagavondbijeenkomsten van De Eerste Republiek, haar bemoeienissen met de coöperatie Dertien Rijen en als producent van de Belgisch Nederlandsche Repertoirevereeniging De Vere.
Aan de voorstellingen van Discordia werken onder andere Jan Joris Lamers, Matthias de Koning, Annette Kouwenhoven, Jorn Heijdenrijk en Miranda Prein mee.